# Standard International Trade Classification
SITC, Standard International Trade Classification, är ett standardiserat sätt att kategorisera varor. SITC används vid till exempel import- och exportstatistik.